# Goniopleura
Goniopleura là một chi bọ cánh cứng trong họ Chrysomelidae.
Chi này được miêu tả khoa học năm 1832 bởi Westwood.

## Các loài
Chi này gồm các loài:
- Goniopleura nigriventris Medvedev, 1998